# Махамбетова
Махамбетова (каз. Махамбетов, до 1997 г. — Кирово) — село в Кызылординской области Казахстана. Находится в подчинении городской администрации Кызылорды. Административный центр и единственный населённый пункт Аксуатского сельского округа. Код КАТО — 431035100.

## Население
В 1999 году население села составляло 2386 человек (1215 мужчин и 1171 женщина). По данным переписи 2009 года, в селе проживало 3780 человек (1957 мужчин и 1823 женщины).